# ری جیمبو
ری جیمبو (انگلیسی: Rei Jimbo؛ زادهٔ ۹ ژوئیهٔ ۱۹۷۴) شناگر موزون اهل ژاپن است.